# Эффект Хонга — У — Мандела
Эффектом Хонга — У — Мандела (англ. Hong-Ou-Mandel effect) называют эксперимент, подтверждающий квантовую природу света. В эксперименте показано, что неотличимость двух фотонов (принадлежность к частицам группы бозонов), испущенных от разных источников света с фоковской статистикой, приводит к увеличению контраста функции счета совпадений по сравнению с контрастом, получаемым от классических (пуассоновских) источников света. Эксперимент показывает, что оба фотона всегда появляются вместе на одном из датчиков. Результат эксперимента имеет важное значение для работ по созданию квантового компьютера, сетей связи с квантовым протоколом безопасности. Эксперимент был осуществлен в 1987 году.

## Эксперимент

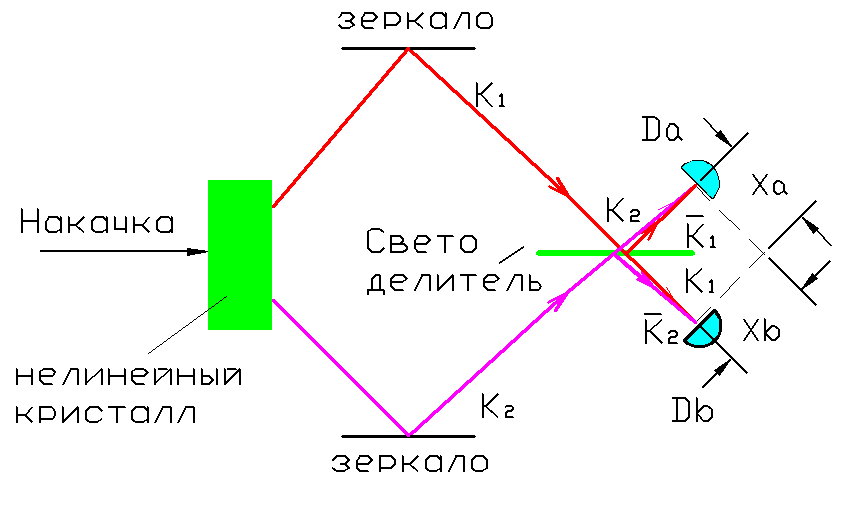
Светоделитель в схеме совпадений

### Работа светоделителя с разными источниками
Следуя работе можно показать, что вероятность одновременной регистрации фотона каждым детектором {\displaystyle D_{a}} и {\displaystyle D_{b}} в случае источника с фоковской {\displaystyle P^{q}(x_{a},x_{b})} и пуассоновской {\displaystyle P^{cl}(x_{a},x_{b})} статистикой определяются следующими выражениями:
фоковский источник — {\displaystyle P^{q}(x_{a},x_{b})={\frac {1}{2}}\eta ^{2}E_{0}^{4}\left\{1-\cos \left[{\frac {2\pi (x_{a}-x_{b})}{L}}\right]\right\}}
пуассоновский источник — {\displaystyle P^{cl}(x_{a},x_{b})={\frac {1}{4}}\eta ^{2}\left\{\left\langle {E_{0}^{4}}\right\rangle -2\left\langle E_{0}^{2}\right\rangle \cos \left[{\frac {2\pi (x_{a}-x_{b})}{L}}\right]\right\}}, соответственно
здесь {\displaystyle \eta } — эффективность приемников, {\displaystyle E_{0}^{2}} — интенсивность падающих пучков.
При равенстве плеч {\displaystyle x_{a}=x_{b}} вероятность {\displaystyle P^{q}(x_{a},x_{b})} одновременной регистрации двух фотонов, излучаемых двумя независимыми фоковскими источниками (квантовый свет), равна нулю — то есть фотоны могут лишь парами прибывать на один из детекторов {\displaystyle D_{a}} и {\displaystyle D_{b}}. В случае с пуассоновскими источниками (классический свет) эта вероятность {\displaystyle P^{cl}(x_{a},x_{b})} отлична от нуля.

## Объяснение результатов эксперимента
Прежде всего, мы должны рассмотреть 4 возможных траектории фотонов:
Согласно диаграммам Фейнмана, варианты 2, 3 взаимно гасятся - проявляя деструктивную интерференцию - что и приводит к появлению эффекта.